# Renault 40CV des Records
Pour les articles homonymes, voir Renault (homonymie) et Record.
La Renault 40CV des Records est une voiture de compétition monoplace de 1926, dérivée des Renault 40CV (1908-1928) du constructeur automobile français Renault,.

## Histoire
À la suite de la création en 1924 de l'autodrome de Linas-Montlhéry, utilisé pour des compétitions, Louis Renault relève le défi des records de vitesse très médiatisés des années 1920, en créant une version monoplace Weymann.

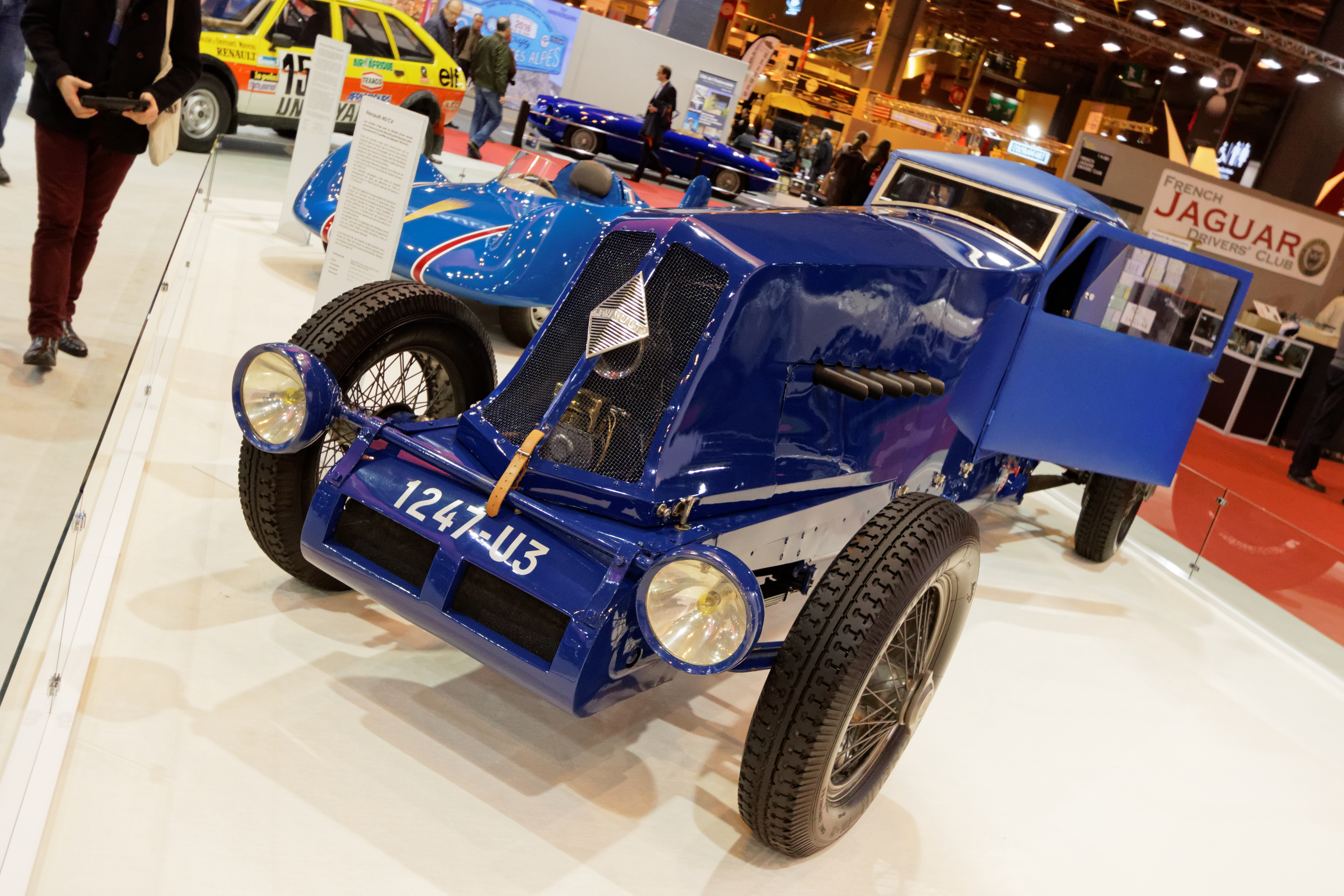
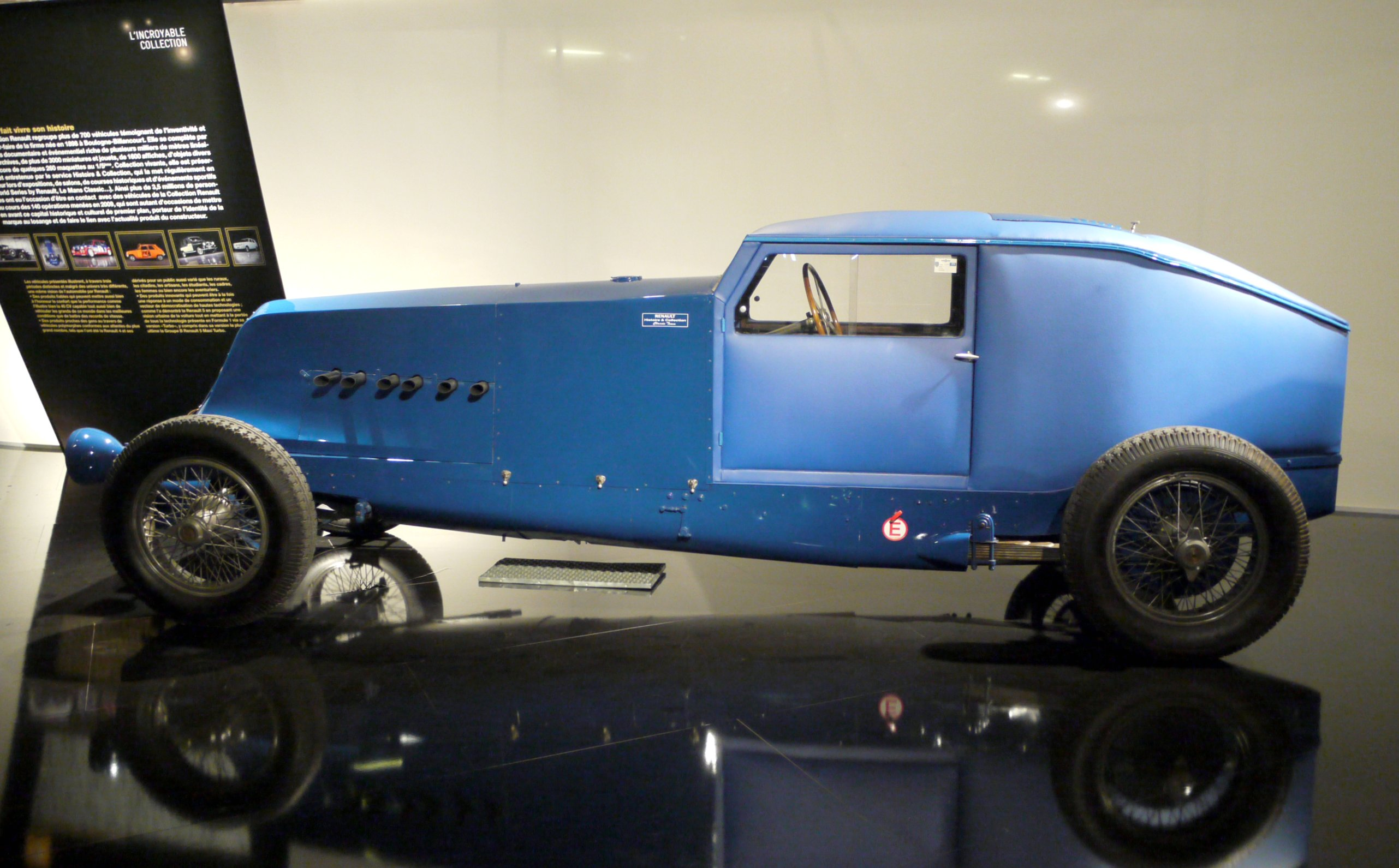
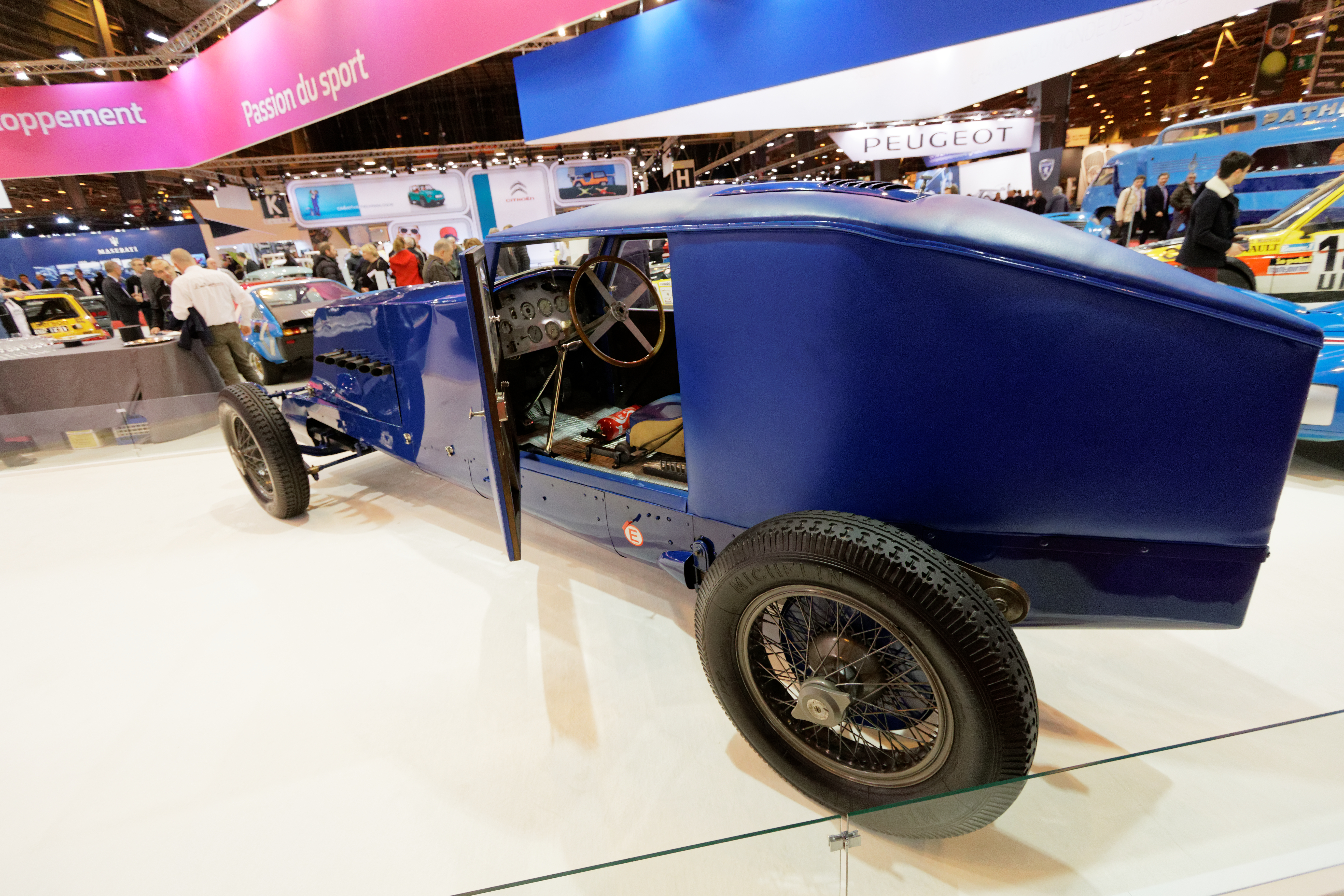

### Motorisation
Le prototype est motorisé par le moteur 6 cylindres en ligne le plus puissant de la gamme Renault 40CV NM, de 9,1 L de cylindrée, à 3 carburateurs double corps, développant 150 chevaux, permettant à la voiture d'atteindre une vitesse de pointe de plus de 200 km/h.

## Compétition
Précurseur des véhicules développés beaucoup plus tard par Renault Sport (1976) et par l'écurie Alpine F1 Team de Grand Prix de Formule 1 (1977), ce modèle est équipé d'une des plus grosses cylindrées du marché français de l'époque (après la Bugatti Royale de 12,7 L de 1926) et est l'un des véhicules les plus rapides. La voiture est victorieuse de nombreuses compétitions et obtient des records, avec entre autres les pilotes Renault J-A Garfield et Robert Plessier. Elle adopte le nouveau logo Renault en forme de losange (qui remplace l'ancien logo rond), définitivement adopté par la marque à partir de 1925.
La version « compétition » des Renault Nervasport de 8 cylindres en ligne lui succède en 1932.

## Palmarès partiel
- 1925 : victoire du Rallye Monte-Carlo 1925 (version Renault 40CV NM).
- 1925 : records des 500 km, et des 3 heures (536,659 km) du 19 mars
- 1925 : records du monde des 3 heures, des 500 km, et des 500 miles, le 11 mai, avec les pilotes J-A. Garfield et Robert Plessier[7].
- 1925 : tous les records de 500 à 4000 km (dont les 1000 et 2000 miles, 2000 et 3000 km).
- 1926 : record du monde des 24 heures de Montlhéry, avec 4167,578 km à 173,649 km/h de moyenne, du 9 et 10 juillet[8]

## Collection
Elle fait partie de nos jours de la collection Renault Classic de Renault, régulièrement exposée à travers le monde pour la promotion de la marque.